# A.M. 아자하리

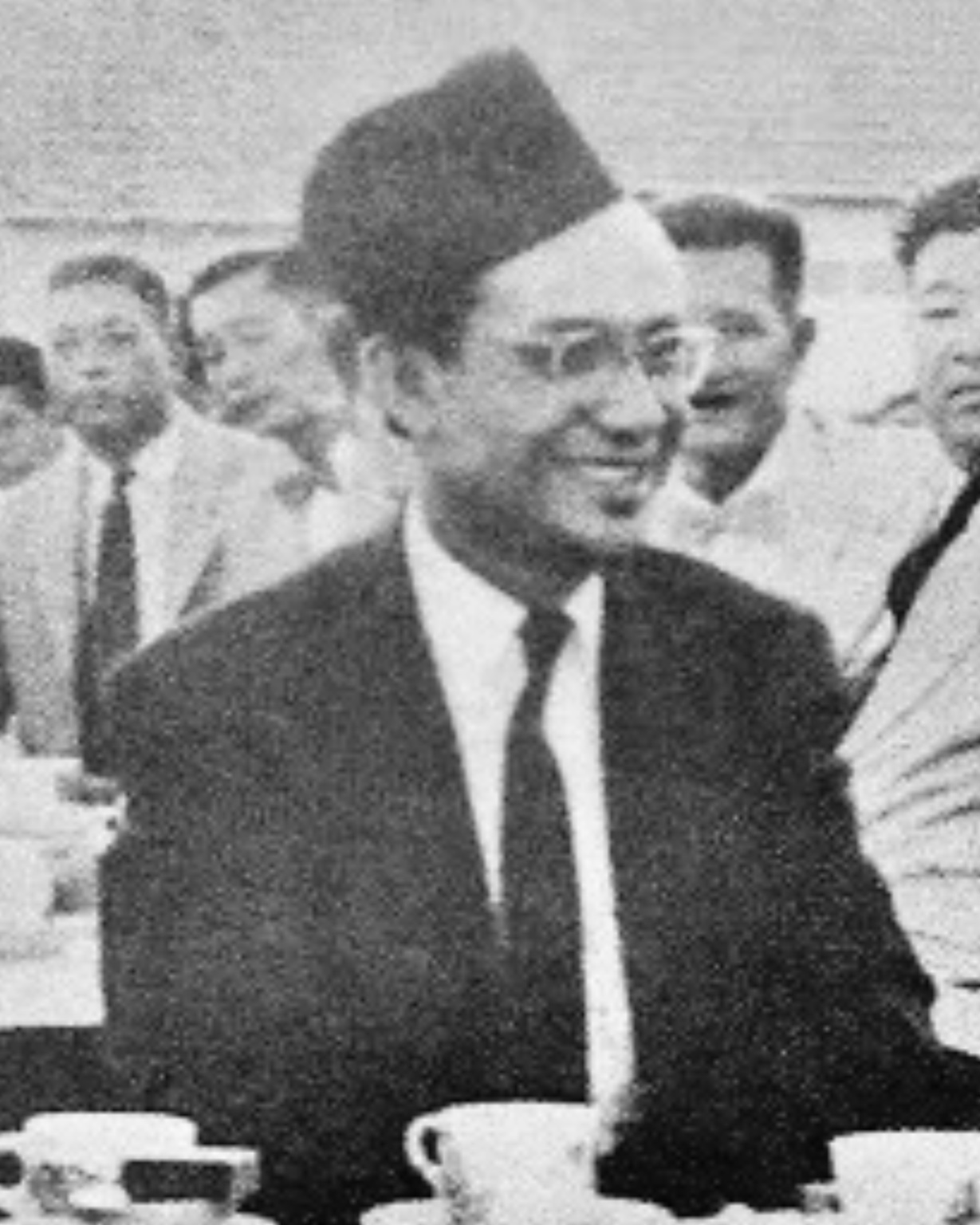

세이크 아자하리 빈 세이크 마흐무드(Sheikh Azahari bin Sheikh Mahmud, 1928년/1929년 ~ 2002년)는 A.M. 아자하리로 알려진 브루나이의 반군으로 1962년 말레이시아로의 가입을 추진하던 왕실에 반란을 일으킨 인물이다.
브루나이 인민당의 지도자였으며, 당시 브루나이가 말레이시아에 가입하는 데 철저히 반대했다. 1961년 사라왁, 사바를 포함한 북보르네오 연방을 계획하고 그 가상 국가의 총리에 취임했으나, 술탄 오마르 알리 사이푸딘 3세와 마찰을 빚었다.
1962년 총선에서 브루나이 인민당은 압승했고, 같은 해 말레이시아로의 가입을 추진하던 왕실에 대항해 반란을 일으켰다. 이 사건으로 브루나이는 술탄 중심의 절대왕정으로 변모했고, 인민당은 불법정당으로 낙인찍혔다.
그 후 인도네시아로 망명했으며, 그곳에서 사망했다.